# Йертс, Бу
Бу Харальд Йертс (швед. Bo Harald Giertz, также на рус. Бо Гирц; 31 августа 1905, Репплинге на острове Эланд — 12 июля 1998, Гётеборг) — епископ Церкви Швеции, теолог и христианский писатель.

## Юность
Сын профессора Харальда Йертса, известного хирурга, и Анны Эрикссон, дочери Ларса Магнуса Эрикссона, шведского изобретателя и основателя фирмы по производству телефонов. Находясь под влиянием отца, Бо первоначально был атеистом и изучал медицину в университете Уппсалы, однако обратившись в христианство, перешёл с медицинского на теологический факультет.

## Семья
В 1932 году Бо женился на Ингрид Софии Маргарете Андрен (известной как "Нинни"), дочери дирижера и органиста Адольфа Андрена (1869-1936). В 1942 году Ингрид умерла от тромба в легких вскоре после рождения четвертого ребенка - Мартина. У пары было две дочери - Биргитта и Ингрид, а также еще один сын - Ларс. В 1945 году он женился на Элизабет Маргарете Херлин (1919-1968). Через пятнадцать лет после смерти Элизабет он в третий раз женился на Карин Линден (1931-1996).

## Пасторская деятельность
По окончании университета в 1934 году Йертс был ординирован в пасторы в соборе Линчёпинга и назначен помощником по работе с молодёжью. Достаточно быстро молодой пастор стал известен как вдохновенный лидер молодёжи, равно и как вдумчивый писатель, способный понятным языком донести до аудитории христианские истины. Уже тогда для Йертса было характерно сочетание понимания важности душепопечения, имевшего пиетистский характер, с высокоцерковной лютеранской теологией.
С 1938 по 1949 год был пастором в Топра. В это время он создал четыре теологических труда: «Церковь Христа» (1939), «Церковное благочестие» (1939), «Великая ложь и великая правда» (1945) и «Битва за человека» (1946). Помимо этого, Йертс написал два романа «Молот Божий» (1941; издана на русском языке в 2009 г.) и «Единая Вера» (1943), пересказ евангельских событий «Своими собственными глазами» (1947), а также книгу «Основа» (1942), которая широко используется в качестве учебника для катехизации (к 1977 году было продано 225000 экземпляров, в том числе переводы на тамильский язык и язык зулу).

## Епископская деятельность
В 1949 году Бу Йертс был ординирован в епископы Гётеборга и занимал эту церковную должность до 1970 — вплоть до ухода на пенсию. После того как в 1958 году шведский парламент и церковная ассамблея приняли решение об ординации женщин в Церкви Швеции, Йертс возглавил церковную оппозицию этим нововведениям и выступил с инициативой создания организации под названием «Церковная коалиция Библии и исповедания».
Йертс так же был вдохновителем еженедельного проведения литургий, что до него не являлось обычной практикой в Церкви Швеции. Он так же настоятельно рекомендовал церковным служителям регулярно практиковать чтение молитв в соответствии с литургией часов. Этой практике епископ и сам неукоснительно следовал в своей жизни.
После выхода на пенсию Йертс не оставил активную пастырскую и писательскую деятельность. В это время он написал следующие книги: «Азбука нашей христианской веры» (1971), роман-бестселлер «Рыцари Родоса» (1972), «Верить в Христа» (1973) и «Жить со Христом» (1974), новый перевод Нового Завета с комментариями (1977—1982). В возрасте 90 лет епископ опубликовал свой труд «Живой Бог — руководство в христианской вере» (1995).